# Psychotria rufovaginata
Psychotria rufovaginata är en måreväxtart som beskrevs av August Heinrich Rudolf Grisebach. Psychotria rufovaginata ingår i släktet Psychotria och familjen måreväxter. Inga underarter finns listade i Catalogue of Life.